# Station Raków Opatowski
Station Raków Opatowski is een spoorwegstation in de Poolse plaats Raków.